# Sorba (Emilia-Romagna)
Sorba ist ein italienisches Dorf der Gemeinde Villa Minozzo in der Region Emilia-Romagna. Es liegt auf einer Höhe von etwa 830 Metern über Normalnull etwa 4,3 Kilometer südöstlich von Villa Minozzo. Die Haupteinnahmequelle des Dorfes ist die Forst- und Landwirtschaft.